# Chaudenay-le-Château
Chaudenay-le-Château  ist eine französische Gemeinde mit 48 Einwohnern (Stand: 1. Januar 2022) im Département Côte-d’Or in der Region Bourgogne-Franche-Comté. Sie gehört zum Arrondissement Beaune und zum Kanton Arnay-le-Duc.
Nachbargemeinden sind Sainte-Sabine im Westen und im Norden, Crugey im Osten und Chaudenay-la-Ville im Süden.

## Bevölkerungsentwicklung
| Jahr                       | 1962 | 1968 | 1975 | 1982 | 1990 | 1999 | 2008 | 2016 |
| -------------------------- | ---- | ---- | ---- | ---- | ---- | ---- | ---- | ---- |
| Einwohner                  | 36   | 35   | 29   | 28   | 33   | 36   | 44   | 47   |
| Quellen: Cassini und INSEE |      |      |      |      |      |      |      |      |

## Sehenswürdigkeiten
- Burgruine